# Rodelero

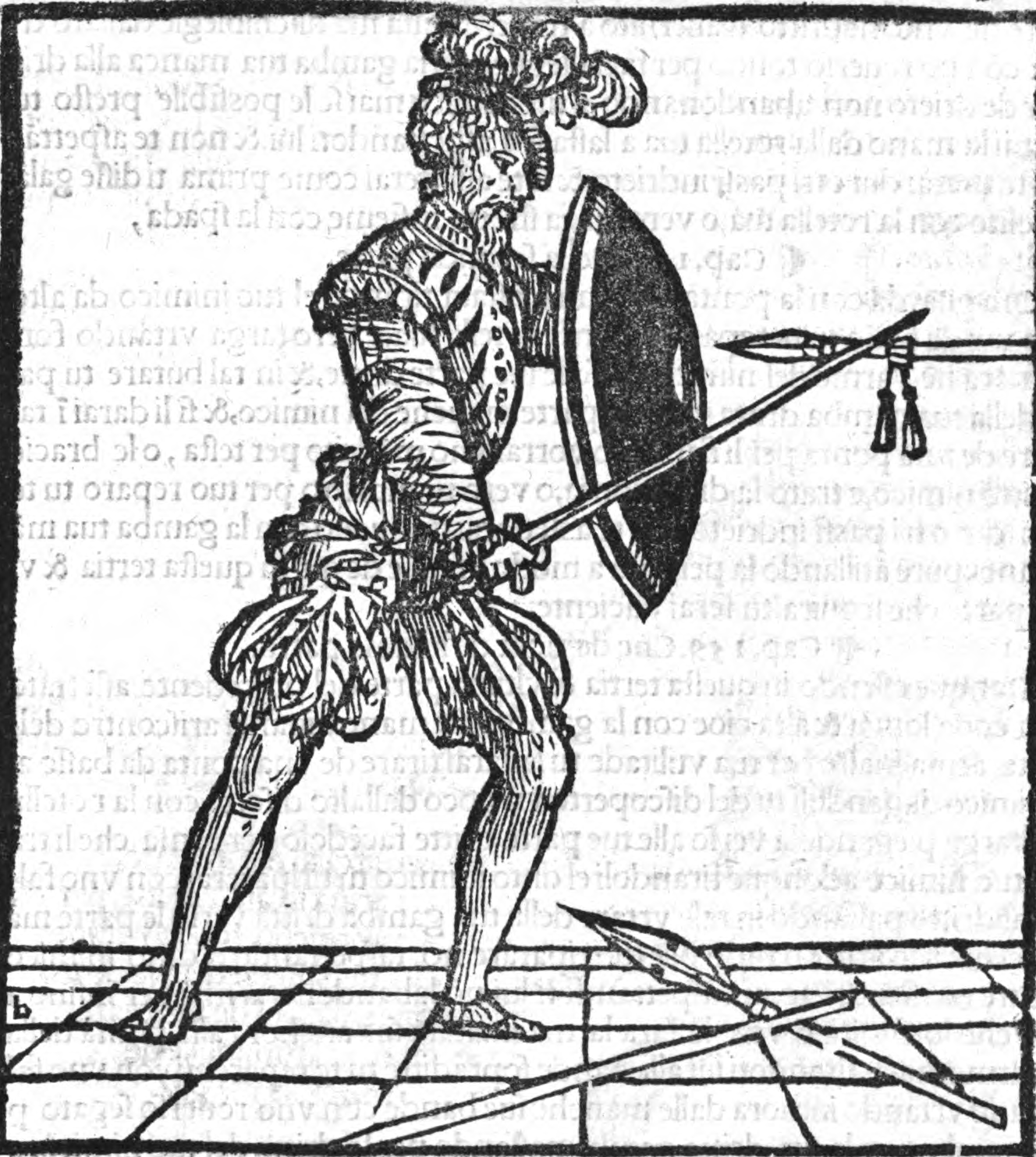
Grabado de un Rodelero, usando el escudo característico llamado rodela

Los rodeleros eran unidades de infantería española provistas de espadas y escudos redondos.
Esta combinación de armas se usaba a menudo contra las formaciones de piqueros y alabarderos, ya que los espadachines podían esquivar las mortíferas picas e infiltrarse en las formaciones para diezmarlas desde dentro.
La rodela es un tipo de escudo europeo del que esta unidad toma su nombre. Eran redondos u ovales y por esta razón se llamaban rodelas. Este escudo podía ser de acero, pero también era costumbre para los torneos hacer los escudos madera cubiertos de cuero cocido, lo que los hacía muy resistentes a los impactos de lanza. Está documentado que a veces se cubrieron también de terciopelo de algún color.
Hernán Cortés desembarcó en el Nuevo Mundo en 1506 con poco más de 400 hombres de armas, entre ellos había un equipo de rodeleros. Los rodeleros eran versátiles, capaces de luchar en espacios restringidos, como la cubierta de una nave, y de responder a las tácticas de guerrilla de los enemigos no europeos.